# 多倫杜古
多倫杜古（法語：Dolendougou），是馬里的城鎮，位於該國西部，由庫利科羅區的迪瓦拉省負責管轄，面積356平方公里，海拔高度331米，2009年人口14,003，人口密度每平方公里39.33人。